# True Love (álbum de Pat Benatar)
True Love es el noveno álbum de Pat Benatar, un cambio hacia el género de blues que fue lanzado en 1991. Alcanzó el  #37 en el Billboard 200 de Estados Unidos. Benatar lo grabó junto con Neil Giraldo, Myron Grombacher y la sección de trompetas y percusiones del "Roomful of Blues". El álbum incluyó la canción "Please Come Home for Christmas" como un track adicional, el cual fue lanzado para las tropas de Estados Unidos durante la Guerra del Golfo Pérsico. El álbum es una combinación de versiones y canciones originales. El álbum terminó vendiendo más de 339 000 copias con poca difusión en la radio. Pat Benatar fue el artista del mes de mayo para VH-1 en 1991 para el soporte del álbum.

## Lista de canciones
1. "Bloodshot Eyes" (Hank Perry, Ruth Hall) – 2:49
2. "Payin' The Cost To Be The Boss" (B. B. King) – 3:15
3. "So Long" (Remus Harris, Russ Morgan, Irving Melsher) – 3:59
4. "I've Got Papers On You" (B. B. King, Jules Tawb) – 2:23
5. "I Feel Lucky" (Neil Giraldo, Myron Grombacher) – 4:31
6. "True Love" (Neil Giraldo, Pat Giraldo) – 4:42
7. "The Good Life" (Neil Giraldo, Myron Grombacher) – 4:11
8. "Evening"  (Mitchell Parish, Harry White) – 3:43
9. "I Get Evil" (Albert King) – 3:12
10. "Don't Happen No More" (Obie Jessie) – 2:43
11. "Please Come Home For Christmas" (Gene Redd, Charles Brown) – 3:09